# IPhone SE (1. generace)
První generace iPhone SE (SE – special edition (speciální edice); později také iPhone SE 1 nebo iPhone SE 2016) je smartphone navržený a vyvinutý americkou společností Apple. Je součástí 9. generace řady mobilních telefonů iPhone spolu s iPhonem 6S a 6S Plus. iPhone SE sdílí stejný design a rozměry s iPhonem 5S, ale má vylepšený vnitřní hardware, včetně novějšího SoCu Apple A9, větší kapacitu baterie a 12Mpix zadní fotoaparát.
iPhone SE byl uveden 21. března 2016, přičemž byl vydán o 10 dní později, 31. března. Prodej byl ukončen 12. září 2018, ale v roce 2020 byla vydána následující verze, druhá generace iPhonu SE.

## Historie
Úniky o menším telefonu podobnému iPhonu 5S s novějším hardwarem začaly kolovat v roce 2015.
Výkonný ředitel společnosti Apple Greg Joswiak uvedl na akci Apple Special Eventu „Let us loop you in“ dne 21. března 2016, že v roce 2015 prodala společnost více než 30 milionů 4palcových iPhonů a, že „někteří lidé milují menší, kompaktní, telefony“. Později v rámci stejné akce představil iPhone SE a popsal jej jako „nejvýkonnější čtyřpalcový telefon všech dob.“ Zároveň však iPhone SE, iPhone 6s a iPhone 6s Plus byly posledními modely iPhonů, které měly standardní 3,5mm stereo sluchátkový konektor.
15. dubna 2020 byla oznámena druhá generace iPhonu SE jako nástupce původní první generace iPhonu SE a iPhonu 8 / 8 Plus. Druhá generace iPhonu SE byla finálně vydána 24. dubna 2020.

## Specifikace

### Hardware
iPhone SE obsahuje systém na čipu Apple A9 s pohybovým koprocesorem M9 a podporuje NFC komunikaci pro Apple Pay.
Původně byl vydán s 16 nebo 64 GB vnitřní paměti, pokaždé s 2 GB operační paměti. Je vybaven 12megapixelovým zadním fotoaparátem se schopností nahrávat 4K video při 30 snímcích za sekundu a zpomalené video s 1080p při 120fps a 720p při 240fps. Fotoaparátu nemá optickou stabilizaci obrazu.
Na rozdíl od iPhone 6s a 6s Plus, SE neobsahuje 3D Touch, ani aktualizovaný rychlejší senzor Touch ID druhé generace s barometrem z 6S a 6S Plus.
21. března 2017 Apple oznámil, že zdvojnásobí úložiště pro tyto modely za stejné zaváděcí ceny. Vylepšené modely byly vydány 24. března 2017 s 32 GB nebo 128 GB vnitřní paměti.

### Software
iPhone SE byl původně dodáván s iOS 9.3, ale Apple oznámil, že půjde aktualizovat i na iOS 13, poté iOS 14 a nakonec iOS 15, i když už se takřka jistě předpokládalo, že iPhone SE (1. generace), iPhone 6s a iPhone 6s Plus tento iOS ani neobdrží. Při oznámení aktualizace iOS 16 na WWDC v červnu 2022, Apple prohlásil, že iPhone SE 1. generace už tuto aktualizaci podporovat nebudou.

## Design
Vnější design iPhonu SE je téměř identický s designem iPhonu 5 a 5S, s výjimkou zkosených hran a loga Apple na zadní straně z nerezové oceli.
iPhone SE byl navržen celkem ve čtyřech barevných kombinacích – vesmírně šedé, zlaté, stříbrné a růžově zlaté.
| Barva | Název         |
| ----- | ------------- |
|       | Vesmírně šedá |
|       | Stříbrná      |
|       | Zlatá         |
|       | Růžově zlatá  |